# Boisset (Hérault)
 Boisset  es una población y comuna francesa, situada en la región de Languedoc-Rosellón, departamento de Hérault, en el distrito de Béziers y cantón de Saint-Pons-de-Thomières.

## Demografía
| 11 | 7 | 8 | 23 | 22 | 30 |
| Para los censos de 1962 a 1999 la población legal corresponde a la población sin duplicidades (Fuente: INSEE [Consultar]) |   |   |    |    |    |